# Zuleica Wilson
Zuleica Marilha dos Santos (Cabinda, 17 de março de 1993) é uma apresentadora e modelo angolana. Ganhou notoriedade como apresentadora do programa A Tarde é Nossa da TV Zimbo.
Zuleica Wilson foi eleita Miss Angola 2013, representando o seu país no concurso Miss Universo 2014. Também é conhecida por apresentar o programa "Tarde é Nossa" na emissora angolana “Tv Zimbo".